# Greg Kurstin
Gregory Allen «Greg» Kurstin (nacido el 14 de mayo de 1969) es un productor, compositor y multi-instrumentista estadounidense.
En 2014, Kurstin —con Sia Furler y Gluck— fue nominado para un Globo de Oro en la categoría de Mejor Canción Original por «Opportunity», de la banda sonora de la película Annie. También obtuvo dos nominaciones a los premios Grammy en 2014, una como Productor del Año y otra por Grabación del Año. Fue nominado por su labor como productor en 2009, y ganó tres premios Ivor Novello por su trabajo con Lily Allen, incluyendo el de Compositor del Año por la canción "The Fear".
Kurstin fue nominado a los Premios Grammy 2013 en la categoría de Canción del Año y Grabación del Año por su trabajo en el sencillo multiplatino de Kelly Clarkson  «Stronger (What Does not Kill You)». Kurstin también trabajó en el álbum de Pink nominado al Grammy , The Truth About Love y el álbum de Clarkson Stronger, que ganó el premio Grammy al Mejor Álbum Vocal Pop en 2013.
Además de su trabajo como compositor y productor, Kurstin fue tecladista del trío de alt-pop Geggy Tah en los años 1990, y es un miembro del grupo de indie pop The Bird and the Bee.

## Primeros años y educación
Kurstin nació y creció en Los Ángeles, California, en una familia judía. Empezó a tocar el piano a los cinco años; poco después, aprendió la guitarra y el bajo. Kurstin formó su primera banda a los once, con su compañero su de clase Dweezil Zappa. Su primer sencillo juntos fue «My Mother is A Space Cadet», publicado a principios de los 80.
En la escuela secundaria, Kurstin se centró en el piano del jazz, y después de graduarse se mudó a Nueva York para estudiar con Jaki Byard, el pianista de Charles Mingus, en The New School for Jazz and Contemporary Music. Después de tocar con músicos de jazz importantes incluyendo Bobby Hutcherson, George Coleman y Charles McPherson, Kurstin regresó a Los Ángeles y terminó sus estudios en la Escuela de las Artes de California.

## Carrera profesional
En Los Ángeles, Kurstin continuó presentadose con Hutcherson, Coleman y McPherson, entre otros músicos, y en 1994 se asoció con un amigo, Tommy Jordan, y grabó una maqueta bajo el nombre "Geggy Tah". La cinta llegó a oídos de David Byrne, quien contrató a Jordan y Kurstin para su sello "Luaka Bop". Geggy Tah tuvo un éxito considerable, incluyendo un hit en 1996 con la canción «Whoever You Are», pero se disolvió después de lanzar tres álbumes.
Durante los siguientes años, Kurstin trabajó como músico de sesión y músico en la gira de Beck, Ben Harper y los Red Hot Chili Peppers, entre otros artistas, pero finalmente decidió centrarse en su propia música. En 2004, Kurstin descubrió al cantante Inara George por un amigo en común, Mike Andrews, el productor debut en solitario de George. Andrews contrató a Kurstin como pianista para el álbum. Kurstin y George descubrieron una compatibilidad musical entre ambos en las sesiones de grabación y juntos formaron The Bird and the Bee. Poco después, firmaron un contrato para su primer EP, titulado Again and Again and Again and Again, con el presidente de Blue Note Records, BBruce Lundvall. El disco se puso a la venta en 2006. En 2007 un álbum homónimo fue lanzado, seguido por, Please Clap Your Hands (2007) , Rayguns Are Not Just the Future (2008), y la Interpreting the Masters, Vol. 1, un Tributo a Daryl Hall y John Oates. Con un estilo descrito por la revista Entertainment Weekly como "pop de la era espacial que combina hábilmente la languidez de la bossa nova con la exuberancia del estilo de los Beach Boys", The Bird and the Bee recibió elogios de los medios de comunicación y gozó de un éxito considerable en los Estados Unidos y en el extranjero.

## Premios y nominaciones

### Premios Globo de Oro
| Año  | Trabajo nominado                                     | Premio                 | Resultado | Ref.   |
| ---- | ---------------------------------------------------- | ---------------------- | --------- | ------ |
| 2014 | «Opportunity» con Sia Furler y Will Gluck (de Annie) | Mejor canción original | Nominado  | [ 15 ] |

### Premios Grammy
| Año  | Trabajo nominado                         | Premio                                 | Resultado | Ref. |
| ---- | ---------------------------------------- | -------------------------------------- | --------- | ---- |
| 2010 | Él mismo                                 | Productor del año, no clásico          | Nominado  |      |
| 2013 | ««Stronger» (Kelly Clarkson)             | Canción del año                        | Nominado  |      |
| 2013 | ««Stronger» (Kelly Clarkson)             | Grabación del año                      | Nominado  |      |
| 2015 | «Chandelier» (Sia)                       | Grabación del año                      | Nominado  |      |
| 2015 | Él mismo                                 | Productor del año, no clásico          |           |      |
| 2016 | Recreational Love (The Bird and the Bee) | Mejor arreglo para álbum, no clásica   | Nominado  |      |
| 2017 | 25 (Adele)                               | Álbum del año                          | Ganador   |      |
| 2017 | 25 (Adele)                               | Mejor álbum vocal de pop               | Ganador   |      |
| 2017 | «Hello» (Adele)                          | Canción del año                        | Ganador   |      |
| 2017 | «Hello» (Adele)                          | Grabación del año                      | Ganador   |      |
| 2017 | «Hello» (Adele)                          | Mejor interpretación vocal pop solista | Ganador   |      |
| 2017 | Él mismo                                 | Productor del año, no clásico          | Ganador   |      |